# にわのまこと
にわの まこと（1964年5月1日 - ）は、日本の漫画家、同人作家。鹿児島県川内市（現・薩摩川内市）出身。
アッパー系ギャグを基本としたヒーローアクション及びスポーツ漫画のジャンルを得意とする。

## 来歴
1981年、鹿児島県立川内商工高等学校在学中の17歳の時に『週刊少年ジャンプ』（集英社）へ投稿した野球物の読切作品「迷勝負!?」で第14回（昭和56年度上半期）赤塚賞佳作を受賞。1986年に「THE MOMOTAROH －村上伸一君の場合－」で第25回（昭和61年度下半期）赤塚賞佳作を再び受賞し、ジャンプ編集部の茨木政彦に誘われ上京。翌1987年9月15日発売の『週刊少年ジャンプ 第42号』より「THE MOMOTAROH」で連載デビュー。その後、週刊少年ジャンプ誌上で計5作品の連載を持つ。1998年には、一年の間に二作(9号で「陣内流柔術武闘伝 真島クンすっとばす!!」が終了、51号で「Base Boys」が終了)が最終回になっている。一年に二作連載が終了した作家は、週刊少年ジャンプ史上、荘司としおとにわのの2人しか存在していない。
『週刊少年ジャンプ』との専属契約を解消した後は『ビジネスジャンプ』や『週刊コミックバンチ』、『ヤングキング』『漫画ゴラク』など青年誌に連載を持ち、また同人誌で自身の代表作2作品の主人公を対戦させたり、ジャンプ時代の作品を他誌で復活させたり、児童向け漫画雑誌（別冊コロコロコミック・コミックボンボン・プレコミックブンブン）や成人コミックにまで進出など幅広い執筆活動を行う。
プロレスやプロ野球、特撮の熱烈なファンとして知られる。趣味は草野球や筋トレ、映画鑑賞などで、かつて学生プロレスのリングに上がっていた事もある。
2007年9月号の「月刊少年ファング」休刊号で、さいとうたかを原作の特撮ヒーロー「超人バロム･1」のリメイク作品を発表、また2016年には石ノ森章太郎原作の特撮ヒーロー「変身忍者 嵐」のリメイク作品である「変身忍者 嵐Χ（カイ）」を『コミック乱』にて不定期連載する。
2017年11月27日、プロレスと漫画を融合させたイベント『にわのまこと画業30周年 2.5次元プロレス「夢幻大戦」』を新宿FACEにて開催、原作/脚本/演出/総指揮を行った。
2019年5月、脳梗塞と心筋梗塞を併発し緊急入院したが、その後回復し復帰した。

## 主な作品
- THE MOMOTAROH
  - THE MOMOTAROH Part2
- 超機動暴発蹴球野郎 リベロの武田
  - 超機動暴発蹴球野郎 リベロの武田 2002年世界飛翔編
- 陣内流柔術武闘伝 真島クンすっとばす!!
  - 陣内流柔術流浪伝 真島、爆ぜる!! - 真島クンすっとばす!!の続編。コミックBREAK紙媒体刊行終了のため、週刊漫画ゴラクに移籍、さらに別冊漫画ゴラク、ゴラクエッグにと移籍した後に連載終了した。
- BOMBER GIRLシリーズ
  - BOMBER GIRL
  - BOMBER GIRL CRUSH!
  - BOMBER GIRL XXX
- Base Boys
- ターキージャンキー
- sexual PACKAGE
- デルトラ・クエスト - エミリー・ロッダの小説のコミカライズ作品。
- MOMOTAROH VS 真島零〜不死の女神〜 - 同人連載→廉価版MOMO・真島の巻末おまけを経て商業誌で発売される。
- バロム・1 - 月刊少年ファング2007年9月号(最終号)に新連載として掲載されたため、第一話のみで実質上打ち切り。
- 変身忍者 嵐Χ
- プロセキューター愛 闇の検察官

## 読切作品
- トルネードクラッシャー野武 (1994年、週刊少年ジャンプ 増刊Summer Special掲載)
- 超進化武装生命体DRaGon ArmS (1997年、赤マルジャンプ'97Summer号掲載)
- 闘神スサノオー (1998年、週刊少年ジャンプ17号掲載)
- 血界（1998年、赤マルジャンプ'99Winter号掲載）
- USHIBAKA VS KOHTETSUROH 地球いただくモン（1999年、eジャンプ掲載）
- くのイチ忍俠伝 ホタル（2002年、BJ魂No.5掲載）

## アシスタント
- 小畑健[4] - 土方茂名義で発表された小畑の『CYBORGじいちゃんG』ににわのがゲスト出演している[5]。
- 立迫文明
- ひのき一志
- 内水融[6]
- 鶴岡伸寿[7]
- 日向星花[8]